# Miríadax
Miríadax fue un proyecto de educación en línea que surgió a principios del año 2013 fruto de la colaboración entre Banco Santander y Telefónica, a través de la Red Universia y Telefónica Educación Digital. Creada sobre la base de la plataforma de software libre WEMOOC, ofrece MOOC Cursos en línea abiertos y en masivos aptos para cualquier usuario, así como cursos especializados y programas específicos sobre nuevas tecnologías y competencias. 
En 2014, Miríadax ya contaba con la participación de 45 universidades de nueve países: España, Colombia, Chile, Argentina, Perú, México, Brasil, Puerto Rico, República Dominicana y El Salvador; más de 1.000 profesores y 195 cursos de datos.
Su éxito la ha convertido en una plataforma de formación en línea de referencia no solo en los países de lengua hispánica sino también en toda Europa, con cerca de 40% de MOOC impartidos por universidades e instituciones españolas, según datos del portal Open Education Europe. De igual forma, Miríadax ha sido señalada como una plataforma-clave en la segunda evolución educativa, de acuerdo con el informe de la Sociedad de Información en España del 2013.
El 25 de junio de 2014, Emilio Botín y César Alierta presentaron oficialmente la plataforma Miríadax en Río de Janeiro durante el III Encuentro Internacional de Rectores de Universia, donde Botín remarcó que "estamos frente a una oportunidad histórica para el sistema educativo superior iberoamericano" y que "en ese sentido, la tecnología y la digitalización resultan fundamentales", afirmó Alierta.
A 13 de febrero de 2021, Miríadax ya contaba con 7 millones de matriculaciones en sus cursos.

## Universidades e Instituciones
Las universidades e instituciones que ofrecen o han ofrecido cursos en Miríadax son:  
- Corporación Universitaria Minuto de Dios, Colombia
- National University College, Puerto Rico
- Universidad Abad Oliva CEU, España
- Universidad Abierta Para Adultos, República Dominicana
- Universidad Autónoma de Occidente, Colombia
- Universidad Blas Pascal, Argentina
- Universidad CEU Cardenal Herrera, España
- Universidad CEU San Pablo, España
- Universidad Carlos III de Madrid, España
- Universidad de Castilla-La Mancha, España
- Universidad Católica San Antonio, España
- Universidad Católica Santo Toribio de Mogrovejo, Perú
- Universidad Complutense de Madrid, España
- Universidad de Alcalá, España
- Universidad de Alicante, España
- Universidad de Cantabria, España
- Universidad de Celaya, México
- Universidad de Gerona, España
- Universidad de Extremadura, España
- Universidad de La Laguna, España
- Universidad de Málaga, España
- Universidad de Murcia, España
- Universidad de Navarra, España
- Universidad de Palermo
- Universidad de Vich - Universidad Central de Cataluña, España
- Universidad Politécnica de Madrid, España
- Universidad Politécnica de Valencia, España
- Universidad Rey Juan Carlos, España
- Universidad Tecnológica de Pereira, Colombia
- Universidad Tecnológica Nacional, Argentina
- Universidad Pompeu Fabra, España
- Universidad Abierta de Cataluña, España
- Universidad de las Islas Baleares, España
- Universidad del País Vasco, España
- Universitas Telefónica, España
- Pontificia Universidade Católica do Rio Grande do Sul, Brasil
- Pontifica Universidad Católica del Perú
- Universidade Anhembi Morumbi, Brasil
- Fundación Albéniz, España
- Universidad de Santiago de Chile, Chile
- Universidade de Nova Lisboa. Portugal
- Universidade do Porto, Portugal
- Universidad Pontificia de Salamanca, España
- Universidad Ricardo Palma, Perú
- Universidad Nacional del Nordeste, Argentina
- Universidad de Cádiz, España
- Universidad a Distancia de Madrid, España
- Universidad Anáhuac, México

## Cursos
Los cursos de Miríadax ofrecen formación abierta y en línea sobre una gran diversidad de temáticas, desde tecnología, psicología, matemáticas, pedagogía, ciencias de la salud, sociología, entre otros. Dos de los cursos más exitosos de la plataforma han sido desarrollados de la mano del Museo del Prado sobre la vida y arte de dos grande pintores: Velázquez y El Bosco.

## Premios
Miríadax ha organizado tres ediciones del Premio Innovación Educativa en MOOCs con la colaboración de la Secretaría General Iberoamericana.
La última edición del concurso tuvo lugar en enero de 2018. El primer premio recayó en la Universidad Rey Juan Carlos con el MOOC ”Poténciate con las Redes Sociales (enlace roto disponible en Internet Archive; véase el historial, la primera versión y la última)." del profesor Oriol Borras Gene en el que da a conocer las posibilidades que ofrece Internet para convertir la huella digital en una auténtica marca personal a través de diferentes estrategias.
La Universidad de La Laguna obtuvo el accésit con el curso “Tendencias en investigación educativa y social”, curso que ofrece una panorámica del proceso de investigación educativa desde una perspectiva emergente. Se plantea la identificación de los nuevos problemas y temáticas que están aflorando en el marco de los nuevos escenarios sociopolíticos y sobre el conocimiento científico y educativo. 
La Universidad de Salamanca, con “Efectos de los tóxicos sobre el Sistema Nervioso”, y la MCA Business & Postgraduate School, con “Expresión oral, Comunicación y Oratoria” recibieron las Menciones espaciales. Mientras que los reconocimientos fueron para la Universidad de Porto; la Universidad de Cádiz y La Coruña; la Universidad Rey Juan Carlos y la Universidad Nacional del Nordeste. 
En 2013 el premio máximo fue para al curso "Alemán para Hispanohablantes", de la profesora Mª Dolores Castrillo de Larreta-Azelain de la UNED. El Accésit al Premio fue concedido al curso “Matemáticas básicas para el acceso a carreras científicas", del profesor Juan Medina Molina de la Universidad Politécnica de Cartagena. En junio de 2014, en la segunda edición del premio el ganador fue el curso “Aplicación de las redes sociales a la enseñanza: Comunidades virtuales”, del profesor Oriol Borrás de la Universidad Politécnica de Madrid. El accésit fue para el curso “Potencia tu mente (enlace roto disponible en Internet Archive; véase el historial, la primera versión y la última).” de la profesora Carmen María Sarabia Cobo de la Universidad de Cantabria